# Kapittelstokje

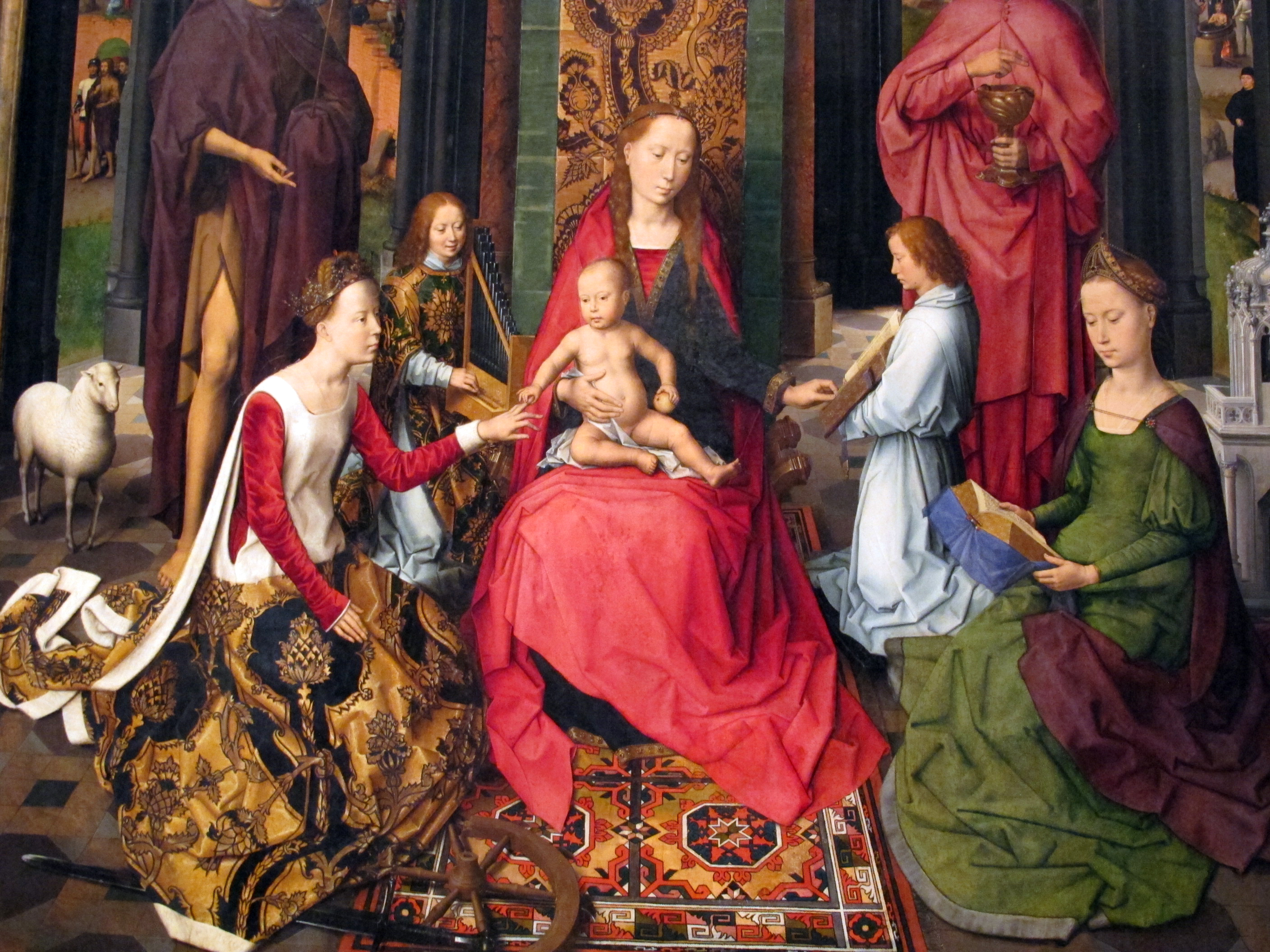
Triptiek van Hans Memling (1479). Op het boek dat de heilige Barbara leest is een kapittelstokje zichtbaar (zie detail)

Een kapittelstokje is een hulpmiddel om plaatsen in een boek te markeren. Een kapittel is een ander woord voor hoofdstuk of onderwerp; met het stokje wordt aangegeven bij welk kapittel men gebleven is.

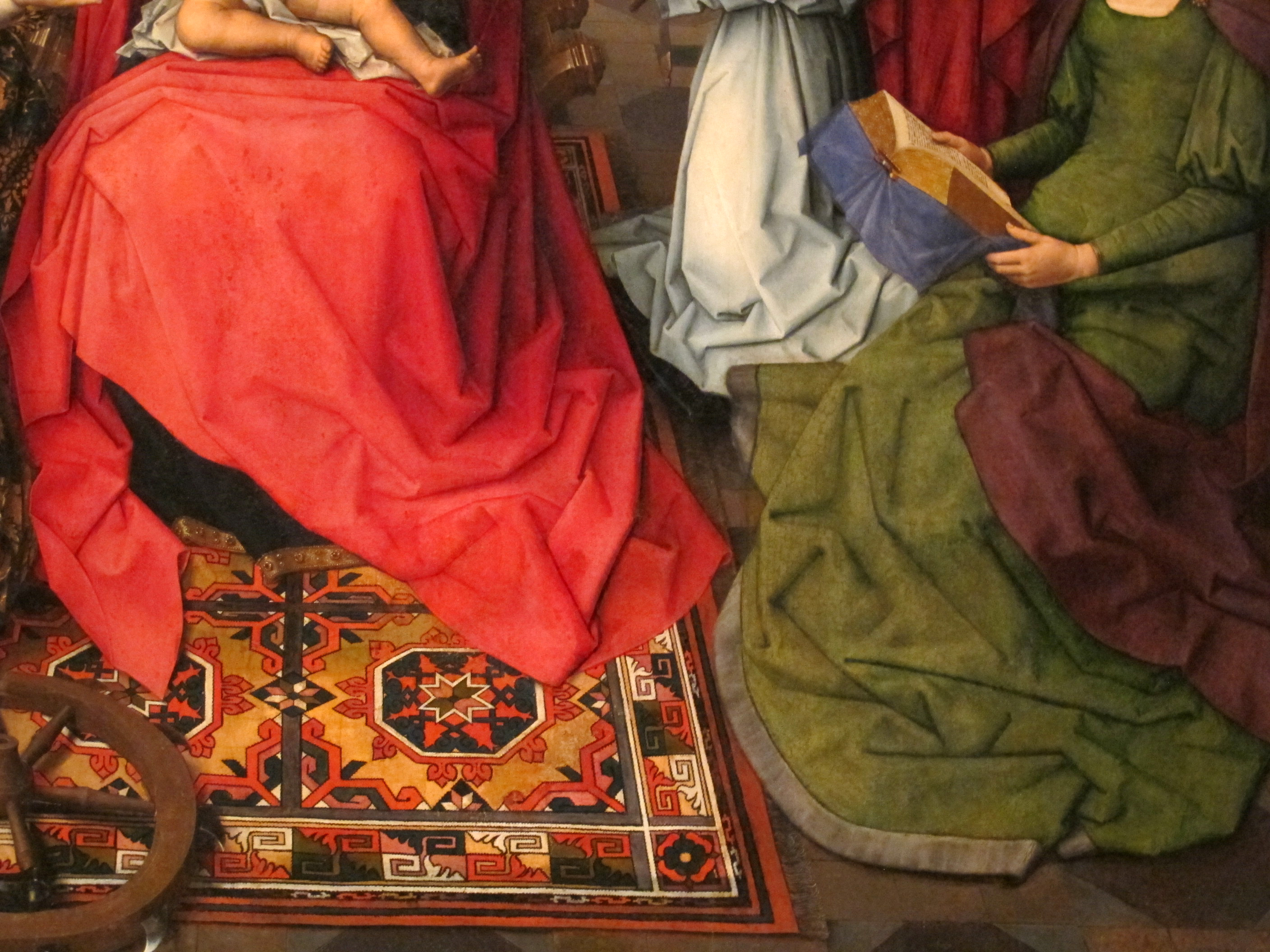

Meestal gaat het om een echt stokje, vaak ter verfraaiing gewikkeld in textiel, garen of gouddraad. Aan het stokje zijn een aantal leeslinten bevestigd waarmee verschillende plaatsen in een boek kunnen worden gemarkeerd. Hierin verschilt het kapittelstokje van een gewone bladwijzer, waarmee maar één pagina kan worden teruggevonden.
Een kapittelstokje werd voor een boek op maat gemaakt; het is even lang als het boek dik is. Het is niet aan het boek bevestigd maar ligt los aan de bovenkant van het boek, waar het precies in de rug past. Er zijn maar weinig kapittelstokjes bewaard gebleven.
Kapittelstokjes werden al in de middeleeuwen gebruikt. In een triptiek van Hans Memling uit 1479 leest de afgebeelde heilige Barbara een boek met een kapittelstokje. Ze raakten na 1700 in onbruik toen boekbinders leeslinten gingen vastlijmen of vastnaaien in de rug van een boek.

## Wetenswaardigheden
- Isaäc da Costa schreef in 1838 het tweeregelig gedicht Aan een kapittelstokje[4]

Klein staafje, ontdekk' me uw hulp in ieder blad en boek
Den vinger van mijn God, Wiens weg en wil ik zoek!

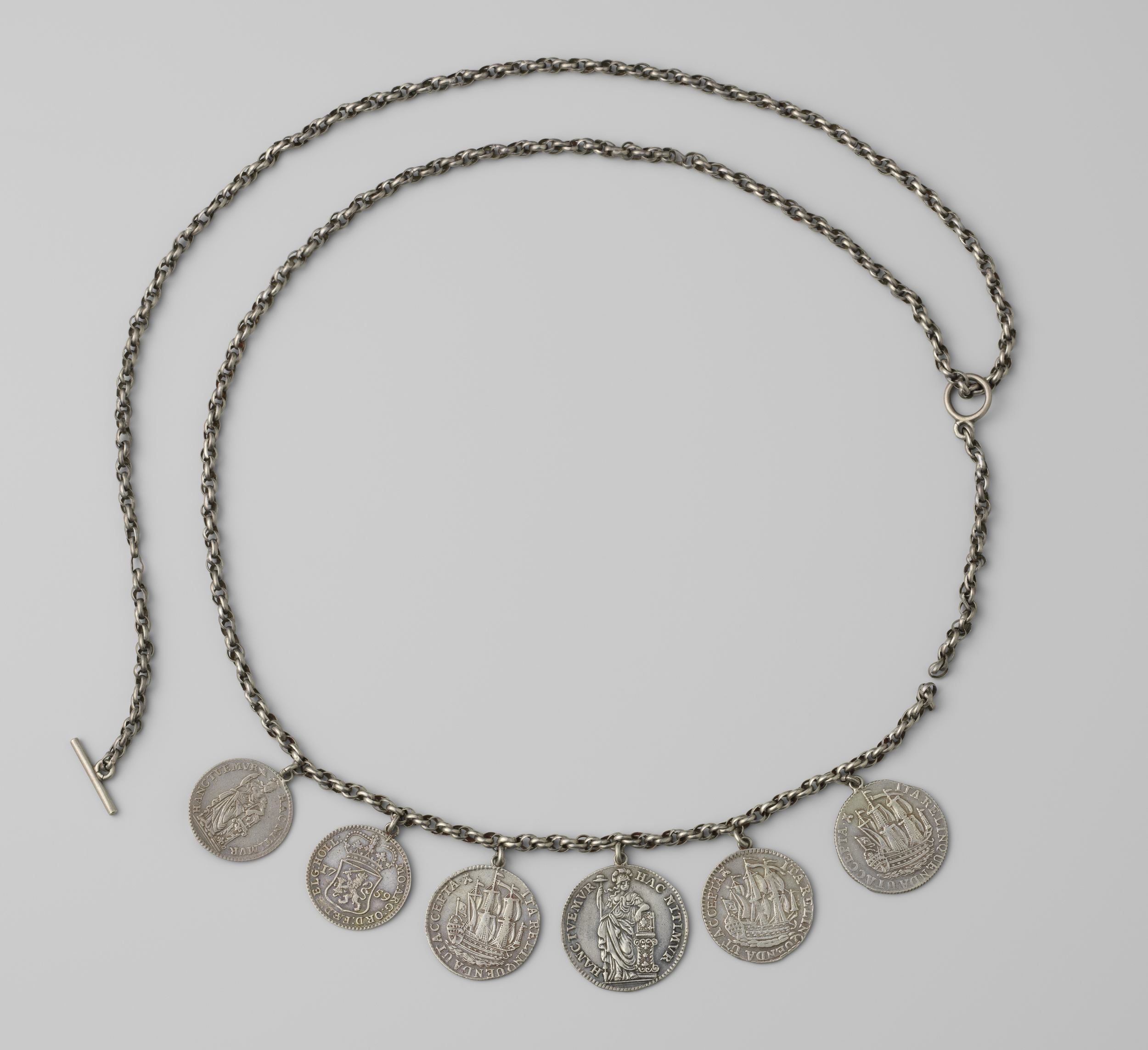
Ketting met kapittelstokje als sluiting

- Kapittelstokje wordt ook gebruikt als benaming voor een bevestigingsmechanisme of sluiting van een (horloge)ketting, of voor een stukje amandel of een pijpje kaneel bedekt met een suikerlaagje.[5]